# Pictura
Pour plus de détails, voir Fiche technique et Distribution.
Pictura est un documentaire américain de Ewald André Dupont, Luciano Emmer, Robert Hessens, Enrico Gras, Alain Resnais, Marc Sorkin et Lauro Venturi sorti en 1951.

## Synopsis
Inconnu.

## Fiche technique
- Réalisateurs : Alain Resnais, Enrico Gras, Marc Sorkin…
- Scénaristes : George Davis, Gaston Diehl, Frederick Kohner et Richard Nickson
- Compositeur : Guy Bernard
- Éditeur : Reine Dorian, Marc Sorkin, Robert S. Robinson et Chester W. Schaeffer
- Tourné aux États-Unis
- Format : Noir et blanc
- Son : Mono

## Distribution
- Henry Fonda
- Martin Gabel
- Harry Marble
- Lilli Palmer
- Gregory Peck
- Vincent Price
- Nadres Segovita